# Peter H. Kahn
Pour les articles homonymes, voir Kahn.
Peter H. Kahn, né en 1955, est un psychologue et universitaire américain. Il est professeur de psychologie à l'université de Washington, spécialiste de questions en lien avec l'environnement.

## Biographie
Peter H. Kahn fait ses études à l'université de Californie à Berkeley, où il obtient son diplôme en 1981. Il poursuit par un master en sciences de l'éducation (1984) puis soutient une thèse de doctorat en psychologie de l'éducation en 1988. Il est lecteur à l'université de Californie à Davis (1988-1989), assistant à l'université de Houston (1989-1991), maître-assistant au Colby College (1991-1997). Il rejoint l'université de Washington à Seattle en 2000 et est nommé professeur en 2012. Il enseigne au département de psychologie et à la School of Environmental and Forest Sciences. Il dirige le College of the Environment de l'université.

## Activités de recherche
Il a défini la notion d'amnésie environnementale générationnelle en 2002. Selon Anne-Caroline Prévot, cette théorie indique que chaque génération construit « sa relation au monde à partir de ses expériences dans son enfance ».

## Publications
- Children and Nature: Psychological, Sociocultural, and Evolutionary Investigations, avec Stephen Kellert, MIT Press, 2002
- The Human Relationship with Nature: Development and Culture, MIT Press, 1999
- Technological Nature: Adaptation and the Future of Human Life, MIT Press, 2011
- Ecopsychology: Science, Totems, and the Technological Species, avec Patricia Hasbach, MIT Press, 2012
- The Rediscovery of the Wild, avec Patricia Hasbach, MIT Press, 2013